# Хронічний обструктивний бронхіт
Хроні́чний обструкти́вний бронхі́т — це дифузне, обумовлене довготривалим подразненням та запаленням (переважно нейтрофільним з підвищенням активності протеаз), звичайно прогресуюче ураження бронхіального дерева, яке супроводжується бронхообструкцією. Захворювання проявляється постійним або періодичним кашлем з (або без) виділенням харкотиння, задишкою. Може ускладнюватись легеневою гіпертензією, легеневим серцем та недостатністю кровообігу.